# Janina Doroszewska

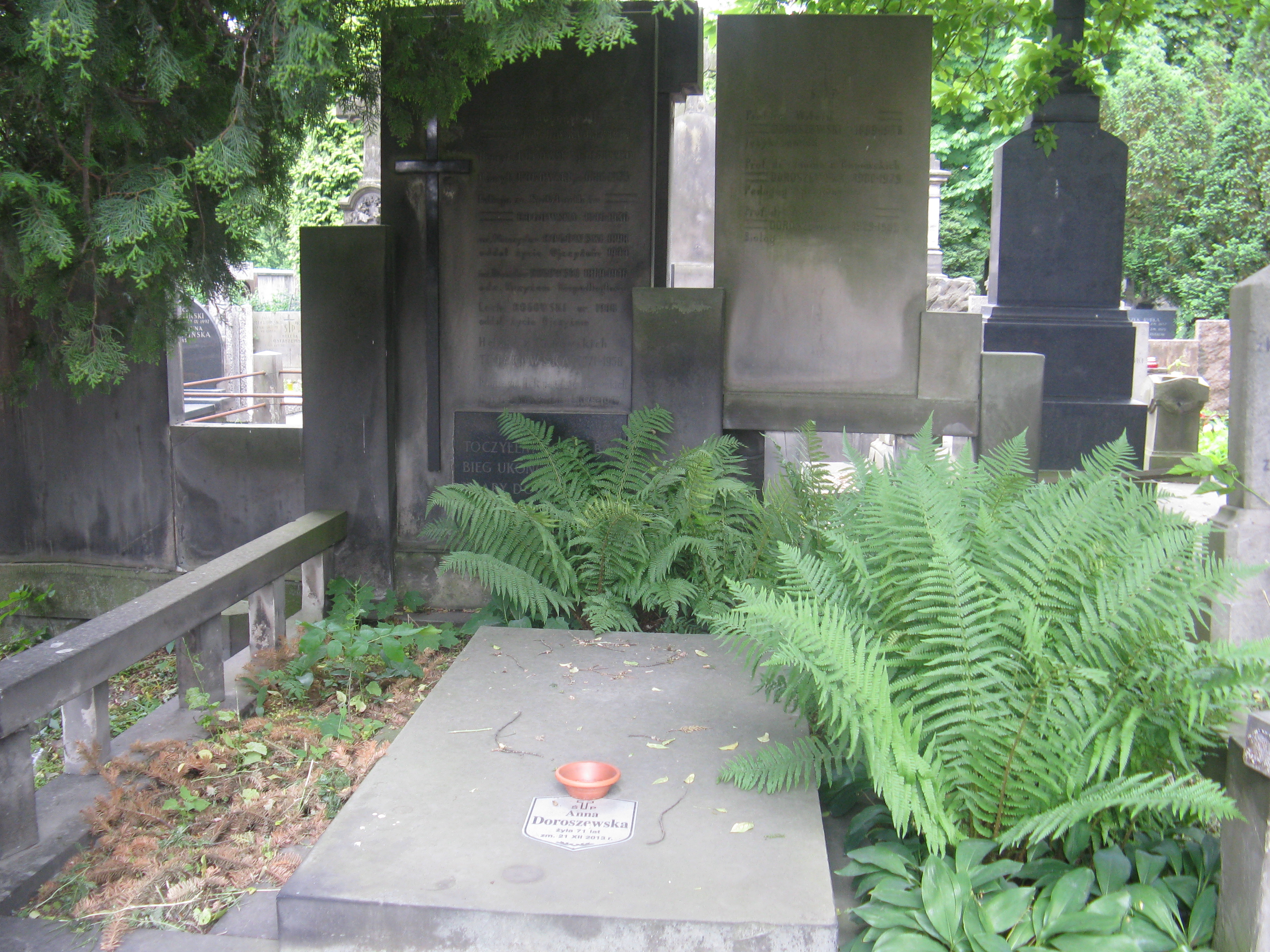
Grób Janiny Doroszewskiej (2015)

Janina Doroszewska (ur. 7 kwietnia 1900 w Łodzi; zm. 22 września 1979 w Warszawie) – polska pedagog. Doktor filozofii Uniwersytetu Warszawskiego. Specjalistka z zakresu pedagogiki terapeutycznej oraz kształcenia nauczycieli mających uczyć w szkołach specjalnych. Profesor Państwowego Instytutu Pedagogiki Specjalnej i profesor Uniwersytetu Warszawskiego.

## Życiorys
Urodziła się 7 kwietnia 1900 roku w Łodzi. Jej rodzicami byli Katarzyna i Bronisław Rogowscy – działacze społeczno-oświatowi. Maturę zdała w 1918. Brała udział w Bitwie Warszawskiej jako pielęgniarka. W 1928 uzyskała stopień doktora filozofii na Uniwersytecie Warszawskim. Dwa lata studiowała we Francji i jeden rok w Stanach Zjednoczonych. Po powrocie do Polski pracowała w zakładach specjalnych oraz w Instytucie Pedagogiki Specjalnej w Warszawie. W 1937 r. przebywała w Stanach Zjednoczonych, gdzie interesowała się nowojorskim instytutem niewidomych. Podczas II wojny światowej była dyrektorką przedszkola dla dzieci niewidomych w Laskach.
W 1947 została profesorem. Następny rok przepracowała w stołecznym szpitalu dziecięcym. We wrześniu 1949 rozpoczęła pracę w Instytucie Pedagogiki Specjalnej jako zastępczyni dyrektora. Jednocześnie, wraz z Marią Grzegorzewską, współpracowała w ramach Katedry Pedagogiki Specjalnej na Uniwersytecie Warszawskim. W 1959 otrzymała stanowisko docenta na Uniwersytecie Warszawskim. W latach 1967–1970 pracowała na stanowisku profesora i wykładała pedagogikę specjalną na Wydziale Psychologii i Pedagogiki Uniwersytetu Warszawskiego. Do 1975 była redaktorką naczelną czasopisma „Szkoła Specjalna”. Zmarła 22 września 1979 w Warszawie. Pochowana na Cmentarzu Powązkowskim w Warszawie (kwatera R-6-6/7).
Była żoną Witolda Doroszewskiego.

## Zainteresowania naukowe
Zainteresowania naukowe Janiny Doroszewskiej koncentrowały się wokół problematyki pedagogiki leczniczej, profilaktyki i terapii dziecięcej, a także problemów kształcenia nauczycieli pragnących podjąć pracę w szkołach specjalnych. Zajmowała się zagadnieniami opieki wychowawczej nad dziećmi chorymi i niepełnosprawnymi oraz ich terapią medyczną, psychologiczną i pedagogiczną.

## Główne prace
- Terapia wychowawcza (Zakład im. Ossolińskich, 1957)
- Stefania Sempołowska. Wspomnienia, (Państwowe Zakłady Wydawnictw Szkolnych, 1959)
- Nauczyciel-wychowawca w zakładzie leczniczym (Państwowe Zakłady Wydawnictw Szkolnych, 1963)
- Maria Grzegorzewska. Materiały z sesji naukowej - 7.XI.1969 r. (1972)
- O regeneracji (1972)
- Pedagogika specjalna (1989)[1][2]

## Odznaczenia
- Krzyż Kawalerski Orderu Odrodzenia Polski
- Medal Komisji Edukacji Narodowej